# ジェシカ・ペネ
ジェシカ・ペネ（Jessica Penne、1983年1月30日 - ）は、アメリカ合衆国の女性総合格闘家。カリフォルニア州ニューポートビーチ出身。アライアンスMMA所属。元Invicta FC世界アトム級王者。ジェシカ・ペニーとも。

## 来歴
2006年11月18日、総合格闘技デビュー戦。
2007年7月14日、坂井澄江と対戦し、腕ひしぎ十字固めで一本勝ち。
2009年5月1日、Bellator 5でタミー・シュナイダー対戦しTKOで勝利。Bellatorに出場した初の女子選手となった。
2010年8月19日、Bellator 25でゾイラ・フラウストと女子115ポンド級（-52kg）トーナメント1回戦で対戦し、判定負け。8戦目でキャリア初黒星となった。
2010年11月19日、アトム級へ転向初戦。エイミー・デイビスと対戦し、チョークスリーパーで一本勝ち。
2011年9月10日、初来日。シュートボクシング・後楽園ホール大会でRENAとシュートボクシングルールで対戦し、延長Rにシュートポイントを獲得し判定勝ち。

### Invicta FC
2012年4月28日、Invicta FC 1でリサ・エリスと対戦し、パウンドでTKO勝ち。
2012年10月6日、Invicta FC 3でキャリア8戦全勝のスギロックとInvicta FCアトム級王座決定戦で対戦し2ラウンド三角絞めで勝ちを収め王座獲得に成功した。
2013年4月5日、Invicta FC 5でミシェル・ウォーターソンとInvicta FCアトム級王座の初防衛戦で対戦し、4ラウンドに腕ひしぎ十字固めで敗れ、王座を失った。

### The Ultimate Fighter
2014年9月、リアリティ番組「The Ultimate Fighter」のシーズン20に出場。第4シードに選ばれアンソニー・ペティスのチームに所属。1回戦でリサ・エリス、準々決勝でアシュリン・デイリーに勝利するも、準決勝でカーラ・エスパルザに敗退した。

### UFC
2014年12月12日、UFC初参戦となったThe Ultimate Fighter 20 Finaleでランダ・マルコスと対戦し、2-1の判定勝ち。ファイト・オブ・ザ・ナイトを受賞した。
2015年6月20日、UFC Fight Night: Jedrzejczyk vs. PenneのUFC世界女子ストロー級タイトルマッチで王者ヨアナ・イェンジェイチックに挑戦し、パンチと膝蹴りのラッシュでTKO負けを喫し王座獲得に失敗。敗れはしたものの、ファイト・オブ・ザ・ナイトを受賞した。
2017年5月10日、米国アンチドーピング機関（USADA）が3月20日に行っていた競技外抜き打ち検査で、ペネから禁止物質が検出され、ドーピング違反の可能性があると通知する。当初3月20日の検査結果は陰性だったが、ペネの生体パスポートから異常が発見されたことで、検体の再分析が行われ、禁止薬物が検出された。2018年1月5日、USADAにより、検出された禁止物質がアナボリックステロイドだったことが明かされ、通常は2年間の出場停止となるが、検出の原因となったデヒドロエピアンドロステロン（DHEA）のサプリメントが、医療記録などからペネが医師から勧められたものであるという証拠が認められ、出場停止期間が6ヶ月間短縮され、18ヶ月間の出場停止処分が下された。
2021年8月7日、UFC 265でカロリーナ・コバケビッチと対戦し、腕ひしぎ十字固めで1R一本勝ち。パフォーマンス・オブ・ザ・ナイトを受賞した。

## 戦績

### 総合格闘技
| 総合格闘技 戦績 | 総合格闘技 戦績 | 総合格闘技 戦績 | 総合格闘技 戦績 | 総合格闘技 戦績 | 総合格闘技 戦績 | 総合格闘技 戦績 |
| --------------- | --------------- | --------------- | --------------- | --------------- | --------------- | --------------- |
| 22 試合         | (T)KO           | 一本            | 判定            | その他          | 引き分け        | 無効試合        |
| 14 勝           | 2               | 8               | 4               | 0               | 0               | 0               |
| 8 敗            | 2               | 2               | 4               | 0               | 0               | 0               |

| 勝敗 | 対戦相手                   | 試合結果                          | 大会名                                                                         | 開催年月日     |
| ×    | エリース・リード           | 5分3R終了 判定3-0                 | UFC Fight Night: Hernandez vs. Pereira                                         | 2024年10月19日 |
| ×    | タバサ・リッチ             | 2R 2:14 腕ひしぎ十字固め          | UFC 285: Jones vs. Gane                                                        | 2023年3月4日   |
| ×    | エミリー・デュコテ         | 5分3R終了 判定0-3                 | UFC on ABC 3: Ortega vs. Rodríguez                                             | 2022年7月16日  |
| ○    | カロリーナ・コバケビッチ   | 1R 4:32 腕ひしぎ十字固め          | UFC 265: Lewis vs. Gane                                                        | 2021年8月7日   |
| ○    | ルピータ・ゴディネス       | 5分3R終了 判定2-1                 | UFC on ESPN 22: Whittaker vs. Gastelum                                         | 2021年4月17日  |
| ×    | ダニエル・テイラー         | 5分3R終了 判定0-3                 | UFC Fight Night: Swanson vs. Lobov                                             | 2017年4月22日  |
| ×    | ジェシカ・アンドラージ     | 2R 2:56 TKO（スタンドパンチ連打） | UFC 199: Rockhold vs. Bisping 2                                                | 2016年6月4日   |
| ×    | ヨアナ・イェンジェイチック | 3R 4:22 TKO（スタンドパンチ連打） | UFC Fight Night: Jedrzejczyk vs. Penne 【UFC世界女子ストロー級タイトルマッチ】 | 2015年6月20日  |
| ○    | ランダ・マルコス           | 5分3R終了 判定2-1                 | The Ultimate Fighter 20 Finale                                                 | 2014年12月12日 |
| ○    | ニクダリ・リベラ           | 1R 4:57 チョークスリーパー        | Invicta FC 6: Coenen vs. Cyborg                                                | 2013年7月13日  |
| ×    | ミシェル・ウォーターソン   | 4R 2:31 腕ひしぎ十字固め          | Invicta FC 5: Penne vs. Waterson 【Invicta FCアトム級タイトルマッチ】          | 2013年4月5日   |
| ○    | スギロック                 | 2R 2:20 三角絞め                  | Invicta FC 3: Penne vs. Sugiyama 【Invicta FCアトム級王座決定戦】              | 2012年10月6日  |
| ○    | リサ・エリス               | 3R 2:48 TKO（パウンド）           | Invicta FC 1: Coenen vs. Ruyssen                                               | 2012年4月28日  |
| ○    | エイミー・デイビス         | 1R 4:17 チョークスリーパー        | The Cage Inc.: Battle at the Border 7                                          | 2010年11月19日 |
| ×    | ゾイラ・フラウスト         | 5分3R終了 判定0-3                 | Bellator 25 【女子115ポンド級トーナメント 1回戦】                              | 2010年8月19日  |
| ○    | アンジェラ・マガーニャ     | 2R 4:10 チョークスリーパー        | Action Fight League: Rock-N-Rumble                                             | 2009年9月25日  |
| ○    | タミー・シュナイダー       | 1R 1:35 TKO（パンチ）             | Bellator V                                                                     | 2009年5月1日   |
| ○    | アリシア・ガム             | 5分2R終了 判定3-0                 | RMBB: Caged Vengeance                                                          | 2008年11月8日  |
| ○    | Heather Basquil            | 3分3R終了 判定3-0                 | Fist Series: WinterFist 2008                                                   | 2008年2月20日  |
| ○    | 坂井澄江                   | 3R 0:33 腕ひしぎ十字固め          | FFF 2: Girls Night Out                                                         | 2007年7月14日  |
| ○    | Brandy Nerney              | 1R 1:20 チョークスリーパー        | FFF 1: Asian Invasion                                                          | 2007年2月17日  |
| ○    | サリー・クラムディアック   | 1R 4:20 肩固め                    | HOOKnSHOOT: The Women Return                                                   | 2006年11月18日 |

### キックボクシング
| 勝敗 | 対戦相手 | 試合結果                  | 大会名                          | 開催年月日    |
| ○    | RENA     | 3分3R+再延長R終了 判定2-0 | SHOOT BOXING 2011 act.4 -sb172- | 2011年9月10日 |

## 獲得タイトル
- 初代Invicta FCアトム級王座（2012年）

## 表彰
- UFC ファイト・オブ・ザ・ナイト（2回）
- UFC パフォーマンス・オブ・ザ・ナイト（1回）
- Invicta FC サブミッション・オブ・ザ・ナイト（1回）
- ウーマンズMMAアワード ファイト・オブ・ザ・イヤー（2013年/ミシェル・ウォーターソン戦）